# Didier Delgado
Didier Delgado (Istmina, Chocó, Colombia, 25 de julio de 1992) es un futbolista colombiano. Juega como lateral derecho o mediocampista y actualmente se encuentra en el Atlético Huila de la Primera División de Colombia

## Trayectoria

### Inicios
En el año 2010 se incorporó a la Escuela de Fútbol Carlos Sarmiento Lora, donde se destacó como delantero durante dos temporadas. Luego integró las divisiones menores del Deportivo Cali. 

### Deportes Tolima
En el 2013, después de permanecer un año en las divisiones menores del Deportivo Cali, Delgado se vincula al Deportes Tolima como jugador libre. En el año 2014 logra su primer título como profesional coronándose campeón con Deportes Tolima en la Copa Colombia 2014 venciendo en la final a Independiente Santa Fe. En el año 2016 consigue el subcampeonato del Fútbol Profesional Colombiano también con Deportes Tolima perdiendo la final ante el mismo rival. En su etapa con el Deportes Tolima disputó 148 partidos y anotó 5 goles.

### Deportivo Cali
En el año 2017 es transferido al Deportivo Cali para reforzar la plantilla en el segundo semestre, cumpliendo una actuación destacada y ganándose la confianza de los diferentes cuerpos técnicos por su sacrificio y entrega. Con el Deportivo Cali disputó 72 partidos y anotó 6 goles.

### Independiente Medellín
En el segundo semestre del 2019 el  Independiente Medellín compró el 50% de su pase al club Deportivo Cali en su estadía en el club antioqueño , no tuvo muchas oportunidades para demostrar su buen fútbol. Pero logró su segundo título como profesional quedando campeón de la Copa Colombia 2019 , en la final disputó el partido de vuelta y precisamente enfrentando en la final a su ex equipo Deportivo Cali. En el 2020 terminó su vínculo con el poderoso en el cual anotó 1 gol y disputó 11 partidos.

### Ionikos De Nicea
En los dos años que estuvo en el club Ionikós F.C del fútbol de Grecia solamente disputó 1 partido en su estadía en el club, y a lo largo  del 2021 no fue tenido en cuenta, rescindió contrato y regresó a Colombia posteriormente a la ciudad de Cali en donde se une a la sede deportiva del club Deportivo Cali para entrenarse mientras consigue ser fichado por algún equipo o posiblemente por el azucarero.

### Atlético Huila
En abril del 2023 se oficializa de parte del Atlético Huila la contratación de Didier para la disputa de los torneos previstos de dicho año.

## Clubes
| Club                   | País     | Año         |
| ---------------------- | -------- | ----------- |
| Deportes Tolima        | Colombia | 2013 - 2017 |
| Deportivo Cali         | Colombia | 2017 - 2019 |
| Independiente Medellín | Colombia | 2019 - 2020 |
| Ionikos                | Grecia   | 2021        |
| Atlético Huila         | Colombia | 2023        |

## Estadísticas
| Club                              | Div                 | Temporada           | Liga  | Liga  | Copa Nacional | Copa Nacional | Torneos Internacionales | Torneos Internacionales | Total | Total |
| Club                              | Div                 | Temporada           | Part. | Goles | Part.         | Goles         | Part.                   | Goles                   | Part. | Goles |
| --------------------------------- | ------------------- | ------------------- | ----- | ----- | ------------- | ------------- | ----------------------- | ----------------------- | ----- | ----- |
| Deportes Tolima · Colombia        | 1.ª                 | 2013                | 9     | 0     | 2             | 0             | 0                       | 0                       | 11    | 0     |
| Deportes Tolima · Colombia        | 1.ª                 | 2014                | 28    | 0     | 12            | 0             | 0                       | 0                       | 40    | 0     |
| Deportes Tolima · Colombia        | 1.ª                 | 2015                | 40    | 1     | 4             | 0             | 5                       | 1                       | 49    | 2     |
| Deportes Tolima · Colombia        | 1.ª                 | 2016                | 27    | 3     | 4             | 0             | 0                       | 0                       | 31    | 3     |
| Deportes Tolima · Colombia        | 1.ª                 | 2017                | 13    | 0     | 2             | 0             | 2                       | 0                       | 17    | 0     |
| Deportes Tolima · Colombia        | Total               | Total               | 117   | 4     | 24            | 0             | 7                       | 1                       | 148   | 5     |
| Deportivo Cali · Colombia         | 1.ª                 | 2017                | 16    | 1     | 5             | 0             | 0                       | 0                       | 21    | 1     |
| Deportivo Cali · Colombia         | 1.ª                 | 2018                | 27    | 3     | 0             | 0             | 7                       | 2                       | 34    | 5     |
| Deportivo Cali · Colombia         | 1.ª                 | 2019                | 14    | 0     | 0             | 0             | 3                       | 0                       | 17    | 0     |
| Deportivo Cali · Colombia         | Total               | Total               | 57    | 4     | 5             | 0             | 10                      | 2                       | 72    | 6     |
| Independiente Medellín · Colombia | 1.ª                 | 2019                | 7     | 1     | 4             | 0             | -                       | -                       | 11    | 1     |
| Independiente Medellín · Colombia | Total               | Total               | 7     | 1     | 4             | 0             | 0                       | 0                       | 11    | 1     |
| Total en su carrera               | Total en su carrera | Total en su carrera | 181   | 9     | 33            | 0             | 17                      | 3                       | 231   | 12    |

## Palmarés

### Torneos nacionales
| Título        | Club                   | País     | Año  |
| ------------- | ---------------------- | -------- | ---- |
| Copa Colombia | Deportes Tolima        | Colombia | 2014 |
| Copa Colombia | Independiente Medellín | Colombia | 2019 |